# Castañeda (Galicien)

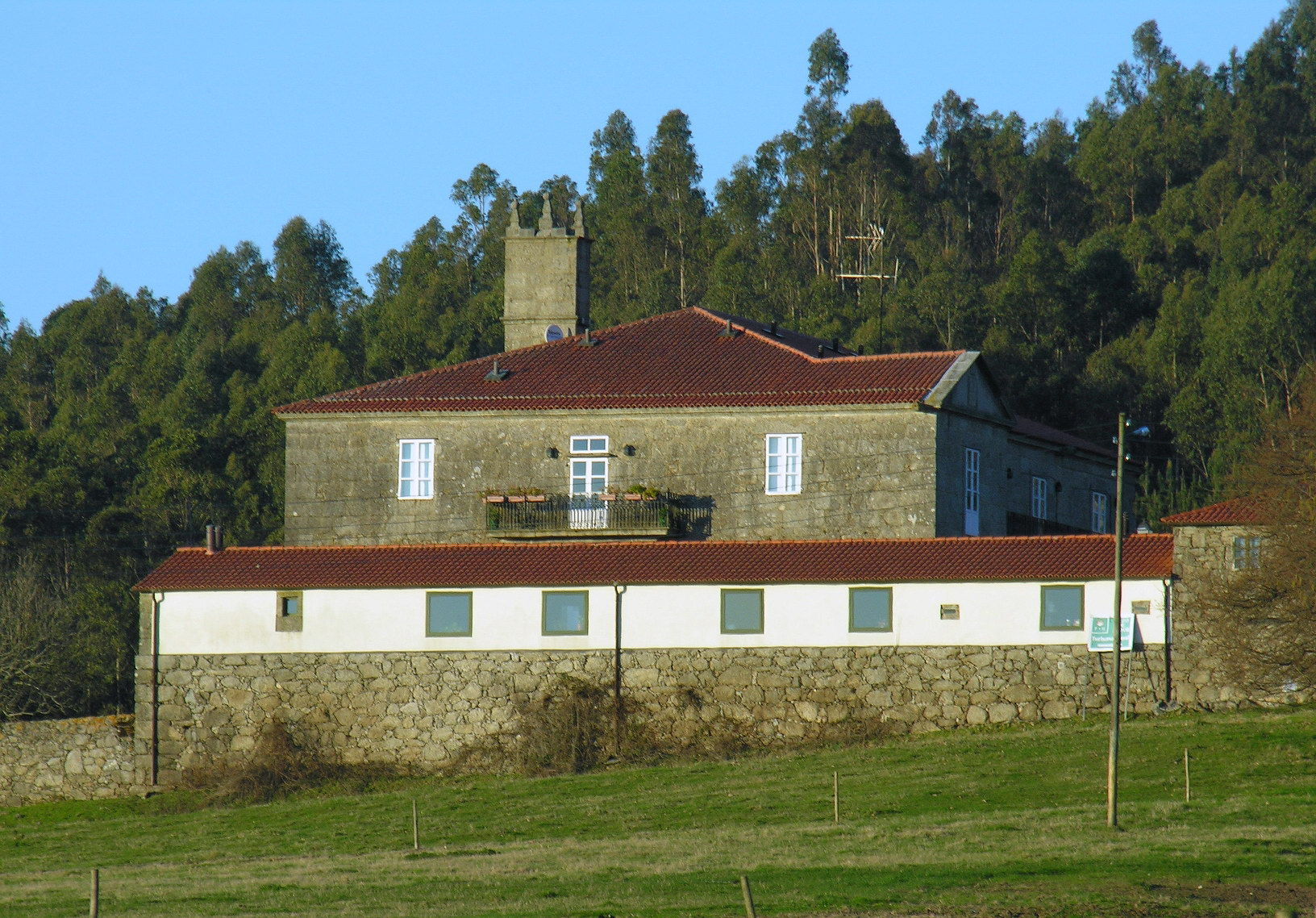
Herrenhaus Pazo de Sedor in Castañeda

Castañeda ist ein Ort am Jakobsweg in der Provinz A Coruña der Autonomen Region Galicien in Spanien, administrativ ist er von Arzúa abhängig.
Aimeric Picaud erwähnt Castañeda im Jakobsbuch als Standort der Öfen, die den Kalk für den Kathedralbau von Santiago de Compostela brannten. Den Transport der Steine von Triacastela, wo sich einer der wenigen galicischen Kalksteinbrüche befindet, nach Castañeda besorgten die Jakobspilger unter Einsatz ihrer Leibeskraft.
Die Pfarrkirche des Ortes ist der Jungfrau Maria geweiht.